# جيمس دالتون الثاني
جيمس دالتون الثاني (بالإنجليزية: James Dalton II)‏ هو عسكري أمريكي، ولد في 20 يناير 1910 في نيو بريتن في الولايات المتحدة، وتوفي في 16 مايو 1945 في لوزون في الفلبين.